# Campanya d'Anatòlia oriental (1400)
La campanya d'Anatòlia oriental de 1400, liderada per Tamerlà, va ser una represàlia per l'actuació de Baiazet I amb Tahartan d'Erzincan. Baiazet I va decidir esperar a la defensiva mentre que Tamerlà va atacar Erzurum, Erzincan i Sivas. Baiazet I va mobilitzar un exèrcit per fer front a Tamerlà.
Tamerlà estava furiós contra Baiazet I per la seva actuació amb Tahartan d'Erzincan, i es va dirigir a Awnik per preparar les seves forces. Allí va arribar l'amir Allahdad amb Pir Muhammad ibn Umar Xaikh de Siraz; el príncep fou jutjat acusat de aprendre màgia i utilització de verins i fou castigat a rebre diverses bastonades d'acord a la Yasa o llei mongola, però va quedar en llibertat. Dos dels seus alts càrrecs foren executats: Shiakh Zade Ferid i Mubarak Khoja, sota acusació d'haver corromput al príncep, haver-li ensenyat l'ús de verins i la màgia. A Awnik la reina Sarai Mulk Khanum, la princesa Khan Zade i altres dames esposes dels prínceps, el príncep Ulugh Beg i els prínceps mes joves, foren acomiadats i enviats a Samarcanda, dirigits pel príncep Muhammad Umar i diversos amirs.
Baiazet I, ben aconsellat, va decidir esperar a la defensiva i atacar només quan la penetració dels timúrides els portés lluny de les seves bases.
Inicialment Timur va arribar a Erzurum on se li va unir Tahartan amb les seves tropes. Dos dies després va arribar a Erzincan a la que va entrar, matant als colons que Baiazet I havia establert a la ciutat. En aquest moment Baiazet I estava retingut a Beòcia i Tessàlia i Timur va aprofitar per dirigir-se cap a Sivas que segons Chalcocondylos tenia 120.000 habitants la majoria turcmans. El governador Suleyman i el naib de la fortalesa Mustafà van preparar la defensa. Mentre Baiazet I ja estava en camí al front d'un fort exèrcit.